# Damastion
Damastion (in greco antico: Δαμάστιον?) è stata un'antica città situata nell'area dei monti Balcani centrali. La posizione esatta però non è nota e si sono ipotizzate località di Albania,Macedonia e Serbia. La città si trovava ai confini con l'Illiria e la Peonia, spostata verso quest'ultima. L'esatto sito della città non è stato ancora identificato con certezza. Damastion viene citata solo da Strabone il quale dice che la città possedeva delle miniere d'argento. In ogni caso, menziona Damastion senza fornirne la posizione (VII, 7, 8; VIII, 6, 16).

## Ubicazione

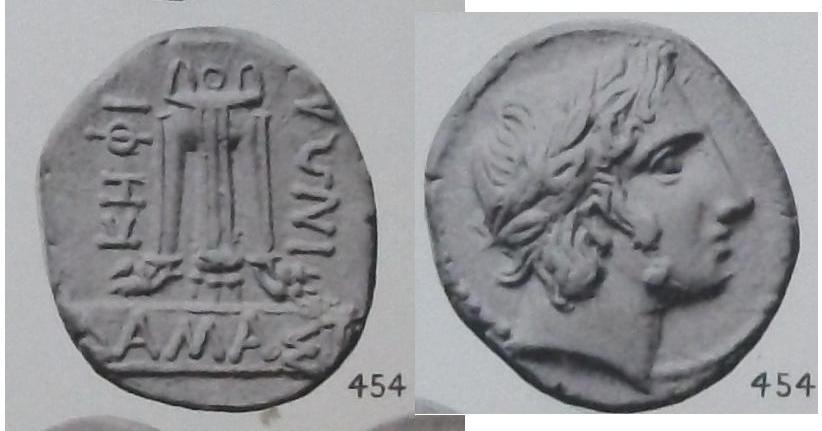
Moneta d'argento di Damastion, IV secolo a.C. Recto: testa di Apollo con corona di alloro. Verso: tripode con le lettere ΔΑΜΑΣΤΙΝΩΝ (di Damastians) - ΚΗΦΙ.

Damastion coniò monete d'argento recanti la testa di Apollo sul dritto e un treppiede con la scritta "ΔΑΜΑΣΤΙΝΩΝ" sul lato opposto. Queste monete sono state trovate in molti luoghi nei Balcani, principalmente nel nord-est del Kosovo ,a Scutari in Albania, in Macedonia, ad ovest della Bulgaria, in Romania, a Trieste, a Corfù e nel sud della Serbia. Esse sono datate IV secolo a.C. La maggior parte dei tentativi di individuare Damastion sono basati sullo studio delle monete e della loro distribuzione. Un autore, il dottor Imhoof-Blumer, ha cercato di trovare derivati moderni del nome e assume che possa trattarsi di Damesi, un villaggio in Albania. Vi sono numerose altre ipotesi sul luogo in cui era ubicata la città, e una di queste riguarda Resen nell'antica Peonia, oggi Repubblica di Macedonia.
La dott.ssa Viktorija Sokolovska, archeologa, ha localizzato Damastion vicino a Mitrovica in Kosovo, nel sito di Socanica, dove molti anni fa sono stati scoperti tre monumenti epigrafici sui quali è annotata la sigla MUN.D.D.  su cui vede MUNICIPIUM DAMASTION DARDANORUM (Municipio della Damastion Dardana).
L'ipotesi più recente riguarda il sito archeologico serbo di Kale-Krševica, a sud-est di Vranje (sud della Serbia) dove sono stati rinvenute le fondamenta di un antico borgo urbano greco del V secolo a.C.
Petar Popović dell'Istituto di archeologia di Belgrado dice che Kale-Krševica potrebbe essere la città di Damastion. Ha aggiunto che è stato trovato un edificio monumentale realizzato con blocchi semicircolari lunghi 9 metri e alti 3. Ha stimato che solo il 5% è stato scavato e che la città aveva probabilmente 3 000 abitanti.

## Storia
Nel IV secolo a.C. la città era soggetta al re Bardylis e i suoi abitanti erano chiamati Damastini (non una specifica tribù di Illiri). La città era conosciuta nell'antichità per le sue miniere d'argento, la cui esatta ubicazione, come quella della città stessa, è oggi sconosciuta. Nel 431 a.C. alcuni Greci di Egina colonizzarono la città. La circolazione delle monete di Damastion avvenne in Dardania (Metochia e valle della Morava) e dintorni, ad ovest della costa del mar Adriatico meridionale. La città e le miniere d'argento vennero conquistate da Filippo II di Macedonia dopo aver sconfitto il re dardano Bardylis.